# Johann Strassmaier
Johann Nepomuk Strassmaier, SJ, auch Strassmayer, (* 15. Mai 1846 in Hagnberg, Gemeinde Gaishausen, heute Markt Mitterfels, Bayern; † 11. Januar 1920 in London) war ein deutscher Altorientalist und Wissenschaftshistoriker, der zu seiner Zeit als einer der führenden Assyriologen galt.
Strassmaier besuchte die Volksschule in Au vorm Wald und ab 1857 das St.-Michaels-Gymnasium der Benediktiner in Metten. Er trat 1865 dem Jesuitenorden bei und besuchte die Ordensschule im Kloster Maria Laach. Wegen des Jesuitengesetzes ging er 1872 nach England, wo er den Rest seines Lebens blieb, nach Beendigung seiner Studien 1878 im Haus des Ordens in der Mount Street in London wohnte und im Britischen Museum an der Kopie von Keilschrifttexten arbeitete. 1881 bis 1884 war er in der Jesuitenhochschule in Schloss Blijenbeek in den Niederlanden. Er veröffentlichte ein assyrisches Wortverzeichnis (Alphabetisches Verzeichnis, 6 Bände 1882 bis 1886, allerdings ohne Übersetzung der Wörter) und Babylonische Texte, die überwiegend aus Ausgrabungen in Sippar stammten (1889 bis 1897). 1897 wurde seine Arbeit unterbrochen durch eine Nierenoperation, der er sich in Deutschland unterzog und von der er sich nie ganz erholte. Er starb in London, wo er auch beerdigt ist.
Er fand und kopierte im Britischen Museum auch zahlreiche Texte mathematischen und astronomischen Inhalts (die überwiegend aber nicht zu seiner Zeit veröffentlicht wurden und die er auch meist nicht übersetzte), die er den Astronomen Franz Xaver Kugler und Joseph Epping zugänglich machte. Später waren sie über Anton Deimel auch dem Redemptoristen Johann Schaumberger und danach Otto Neugebauer und Abraham Sachs zugänglich.

## Schriften
- mit Josef Epping: Astronomisches aus Babylon, oder das Wissen der Chaldäer über den gestirnten Himmel, Freiburg, Herder 1889 Online
- Alphabetisches Verzeichniss der Assyrischen und Akkadischen Wörter der Cuneiform Inscriptions of Western Asia Vol. II sowie anderer meist unveröffentlichter Inschriften, mit zahlreichen Ergänzungen und Verbesserungen, 6 Bände, Leipzig, Hinrichs 1882 bis 1886